# 菲斯沃德 (路易斯安那州)
菲斯沃德（英語：Fifth Ward）是位於美國路易斯安那州阿沃耶爾堂區的一個普查規定居民點。

## 人口
根據2020年美國人口普查的數據，菲斯沃德的面積為13.47平方千米，當中陸地面積為13.47平方千米，而水域面積為0.00平方千米。當地共有人口921人，而人口密度為每平方千米68.37人。